# 李鑾輝
李鑾輝，BBS，JP，畢業於五邑工商總會學校（1965年小六）、天主教培聖中學（1970年中五，籃球隊隊長）和葛量洪教育學院（今香港教育大學前身，1973年）後，任職體育教師，及後成為知名的電台節目主持。與城中名嘴黃毓民為同校同學。李鑾輝從師範學院畢業後，到聖文德書院任教，主要任教體育科，兼教中文和中國歷史科。後來於1975年獲朋友引薦到香港商業電台任周末體育節目主持；其後，又當晚間雜誌節目聯合主持。至1982年正式辭去教職，擔任香港電台時事直播節目主持。1986年10月，他曾主持時事節目《五稜鏡》，城市論壇等節目。1993年晉升為香港電台電視部的公共事務總監，並於1996年升任香港電台教育電視部台長。他於1997年，與汪明荃一同擔任香港特別行政區回歸慶典司儀，翌年又與葉麗儀擔任回歸一周年慶典司儀。他於1998年離職，並自組公關公司。在2005 年5月加入新鴻基地產發展有限公司，出任公共事務部公共事務總監, 他亦參與多項公職，包括薪酬趨勢調查委員會主席、婦女事務委員會委員及路訊通非執行董事。李鑾輝育有三子，配偶為羅玉英。